# Точено
Точено (итал. Toceno) — коммуна в Италии, располагается в регионе Пьемонт, в провинции Вербано-Кузьо-Оссола.
Население составляет 748 человек (2008 г.), плотность населения составляет 50 чел./км². Занимает площадь 15 км². Почтовый индекс — 28030. Телефонный код — 0324.
Покровителем коммуны почитается святой Антоний Великий, празднование 17 января.

## Демография
Динамика населения:

## Администрация коммуны
- Официальный сайт: https://web.archive.org/web/20091213035902/http://www.vallevigezzo.vb.it/toceno.php